# ألفريدو بالاسيوس
ألفريدو بالاسيوس (بالإسبانية: Alfredo Palacios) هو دبلوماسي وسياسي أرجنتيني، ولد في 10 أغسطس 1880 في بوينس آيرس في الأرجنتين، وتوفي بنفس المكان في 30 أبريل 1965. حزبياً، نشط في الحزب الاشتراكي ‏.

## مناصب
- انتخب عضو مجلس الشيوخ الأرجنتيني عن دائرة بوينس آيرس (28 أبريل 1961 – 6 سبتمبر 1962).
- انتخب عضو مجلس الشيوخ الأرجنتيني عن دائرة بوينس آيرس (2 مايو 1935 – 5 يونيو 1943).
- انتخب عضو مجلس الشيوخ الأرجنتيني عن دائرة بوينس آيرس (20 يناير 1932 – 30 أبريل 1935).
- انتخب عضو مجلس النواب في الأرجنتين.